# 11145 Emanuelli
11145 Emanuelli este un asteroid din centura principală de asteroizi.

## Descriere
11145 Emanuelli este un asteroid din centura principală de asteroizi. A fost descoperit pe 29 august 1997 la Sormano de Piero Sicoli și Paolo Chiavenna. Asteroidul prezintă o orbită caracterizată de o semiaxă mare de 2,21 ua, o excentricitate de 0,14 și o înclinație de 5,1° în raport cu ecliptica.